# Neuer Jüdischer Friedhof (Burgsteinfurt)

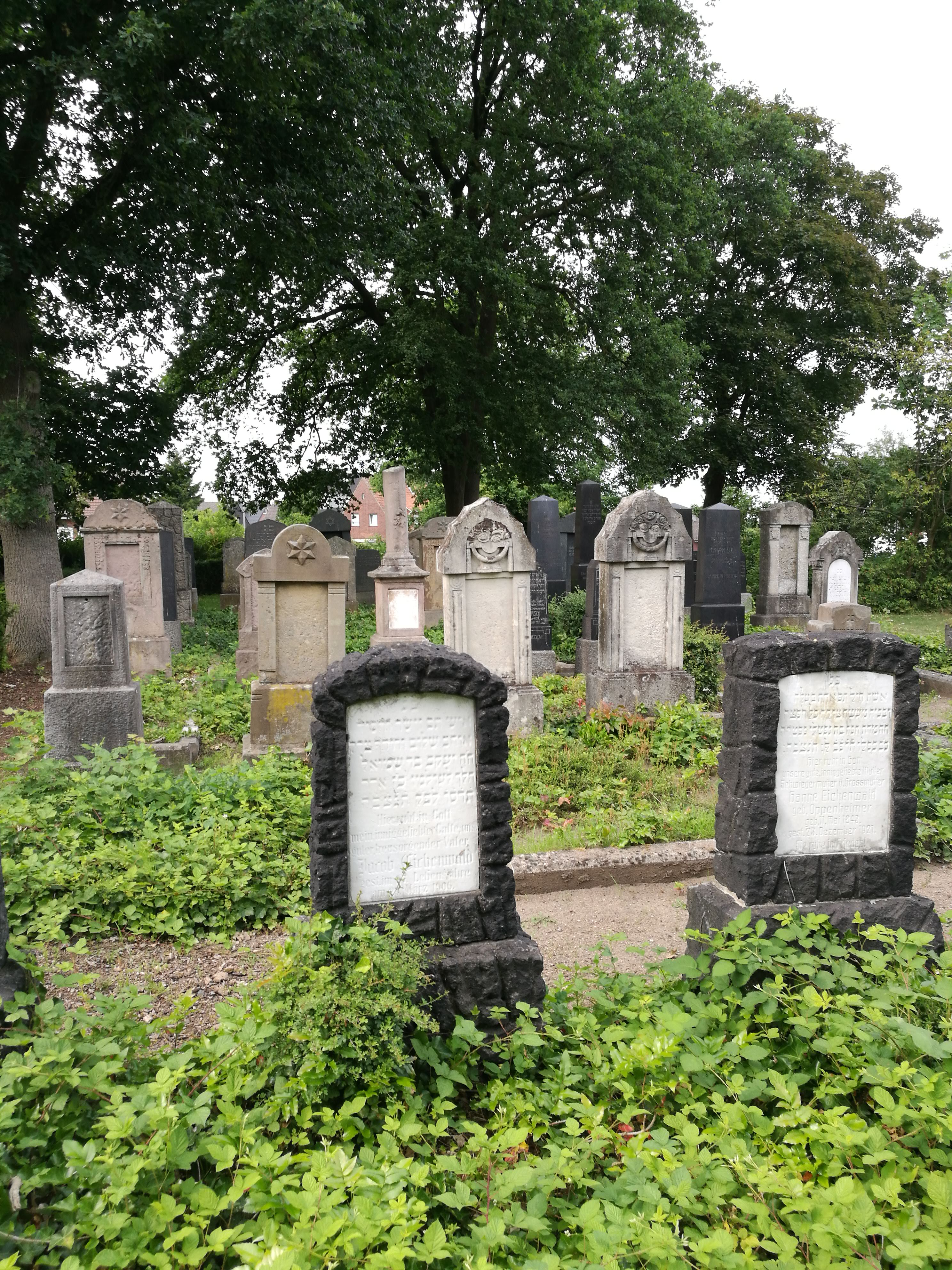
Neuer Jüdischer Friedhof Burgsteinfurt

Der Neue jüdische Friedhof Burgsteinfurt befindet sich im Ortsteil Burgsteinfurt der Stadt Steinfurt im Kreis Steinfurt in Nordrhein-Westfalen. Als jüdischer Friedhof ist er ein Baudenkmal und seit dem 31. August 1987 unter der Denkmalnummer 213 in der Liste der Baudenkmäler in Steinfurt eingetragen. Auf dem Friedhof Hohenzollernstraße / Gerichtsstraße sind 95 Grabsteine erhalten.

## Geschichte und Aufbau
1882 wurde der Jüdischen Gemeinde Steinfurt von ihren Mitgliedern Josef Marcus und Marcus Leffmann das heutige Grundstück angeboten. Dieses lag allerdings innerhalb des Bebauungsplanes, was nach damaligen Vorschriften eine Nutzung als Friedhof ausschloss. Nach einem entsprechenden Antrag der jüdischen Gemeinde änderte die Stadtverordnetenversammlung im Einvernehmen mit der Regierung in Münster den Bebauungsplan, so dass im Frühjahr 1884 mit den Arbeiten zur Einrichtung des neuen Friedhofs begonnen werden und schon bald eine erste Beisetzung stattfinden konnte.
1918 ließ der Steinfurter Fabrikant Selig Wertheim, erster Vorsitzender der 1901 gegründeten Chewrah Gemilus-Chassidim (Beerdigungsbruderschaft), für seinen im Ersten Weltkrieg gefallenen Sohn eine Halle auf der linken Seite des Friedhofs errichten.
Während der Reichspogromnacht 1938 wurde der Friedhof geschändet.

Vor der freien Rasenfläche der ehemaligen Halle ließ die Gemeinde Burgsteinfurt 1961 eine Gedenktafel aus roten Stein errichten mit der Inschrift: 

„Auf diesem Platz stand eine Halle, die Herr Selig Wertheim zum Andenken an seinen im I. Weltkrieg 1918 gefallenen Sohn Otto Wertheim errichtet hatte. Zur Erinnerung an die Mitglieder der jüdischen Gemeinde Burgsteinfurt, die durch die nationalsozialistische Verfolgung umgekommen sind. Burgsteinfurt 1961.“

Selig Wertheim wurde am 27. Juli 1942 nach Theresienstadt deportiert.
Auf der rechten Hälfte und im hinteren Teil des Friedhofs befinden sich die Ruhestätten mit zumeist gut erhaltenen Grabsteinen, die teilweise in hebräischer, teilweise in lateinischer Schrift, teilweise in Deutsch und Hebräisch verfasst sind. Der Friedhof ist von einer niedrigen Hecke umgeben, mit einigen Bäumen bepflanzt und mit Efeu bewachsen. Er wurde bis 1974 belegt.
Der Friedhof wird von der Stadt Steinfurt gepflegt. Er ist verschlossen, eine Besichtigung kann bei der Stadt Steinfurt unter einer am Eingangstor angegebenen Telefonnummer des Touristenbüros angefragt werden.

## Alter Friedhof

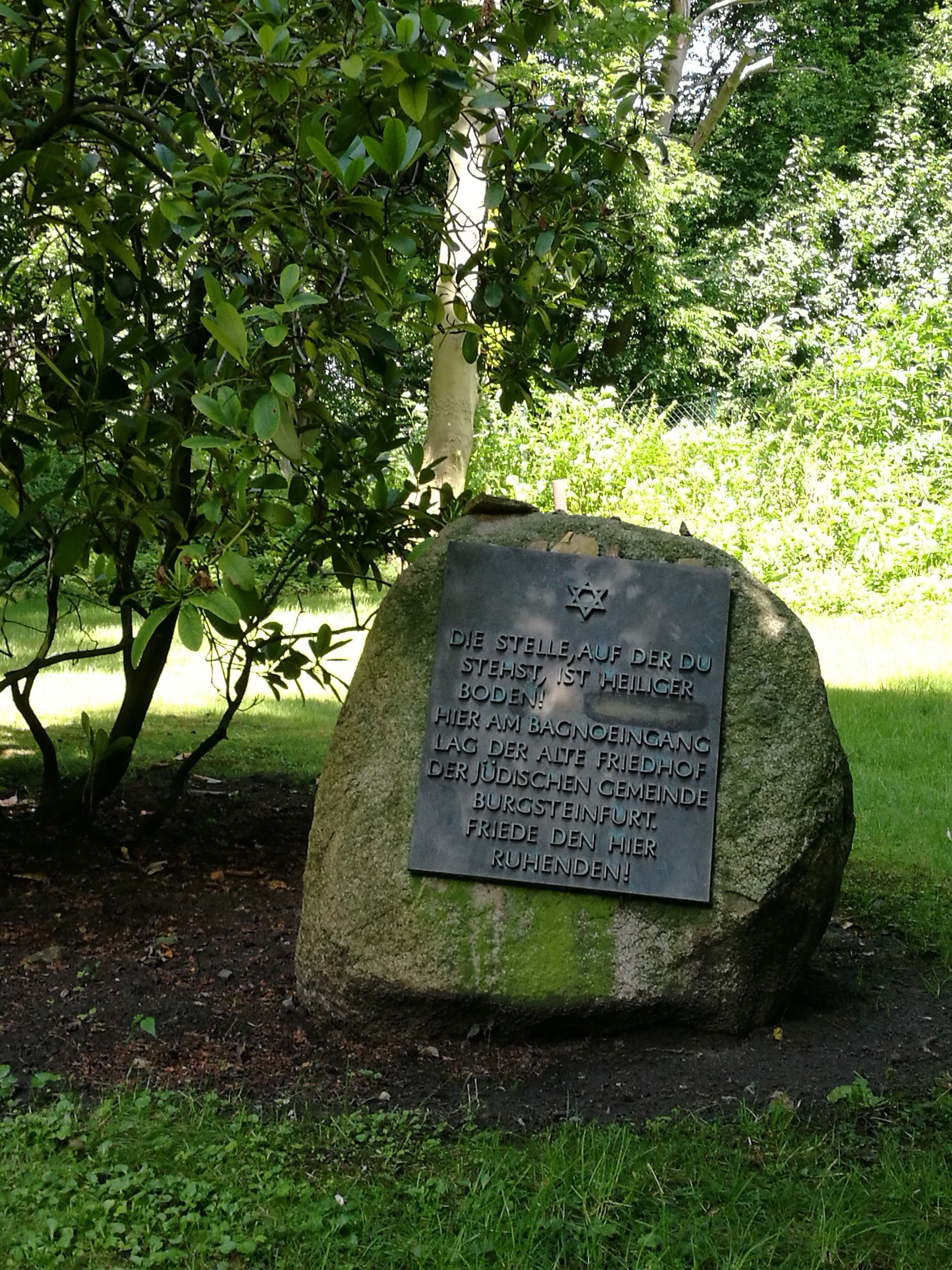
Ehemaliger jüdischer Friedhof Burgsteinfurt

Auf dem alten jüdischen Friedhof (Park Bagno, Auf dem Roddekamp), der von vor 1759 bis zum Jahr 1906 belegt wurde, befinden sich keine Grabsteine mehr. Dieser Friedhof wurde während des Zweiten Weltkriegs von Bomben getroffen. Bereits Mitte der 1860er Jahre hatte sich angedeutet, dass der Friedhof am Bagno bald belegt sein würde, worauf nach einem neuen Grundstück gesucht wurde. Ein Stein mit einer Inschrift erinnert an die Bedeutung des Ortes: „Die Stelle, auf der du stehst, ist heiliger Boden. Hier am Bagnoeingang lag der alte Friedhof der jüdischen Gemeinde Burgsteinfurt. Friede den hier Ruhenden.“

## Einzelnachweise

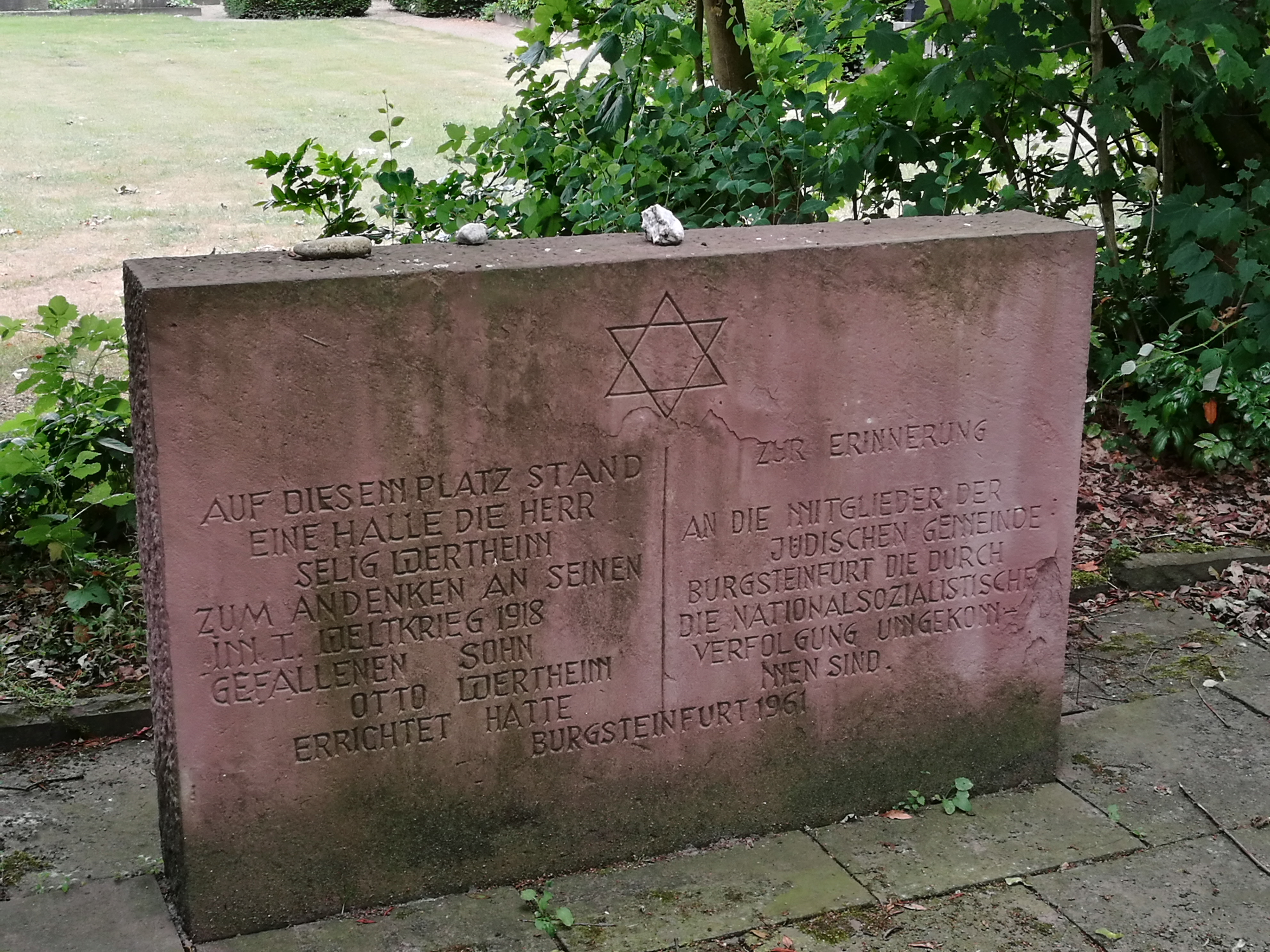
Inschrift
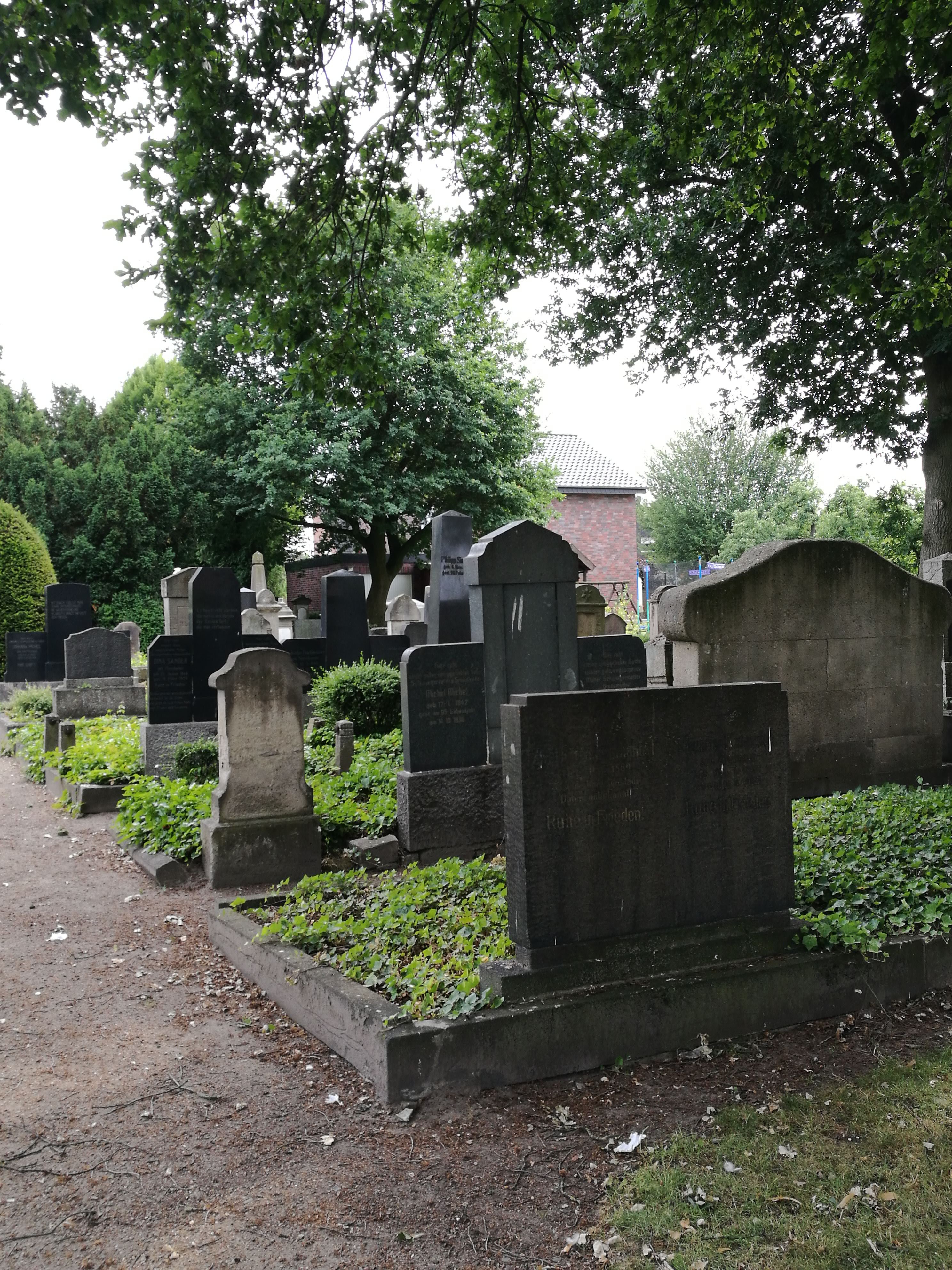
Rechtes Gräberfeld
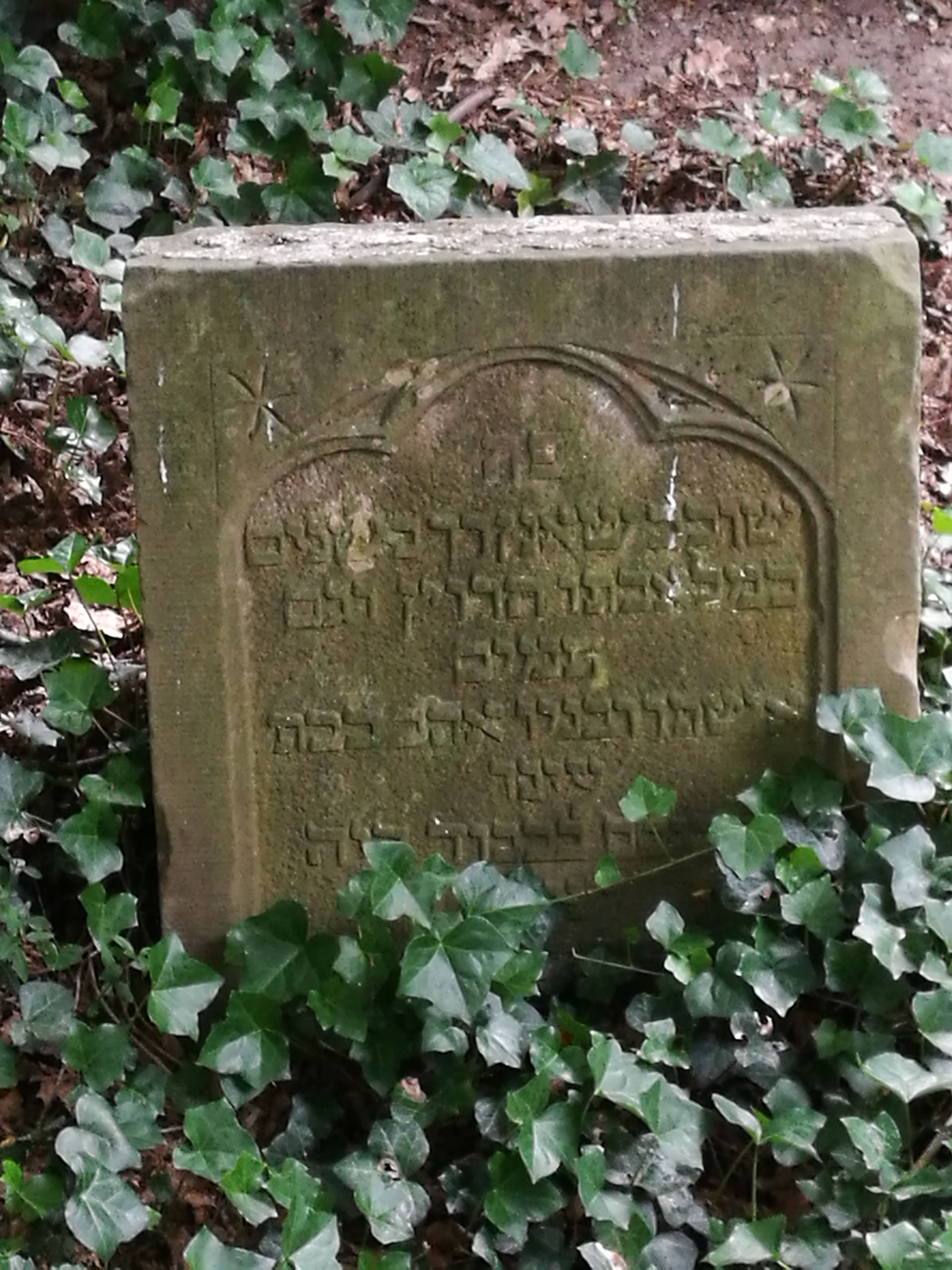
Kleiner Grabstein
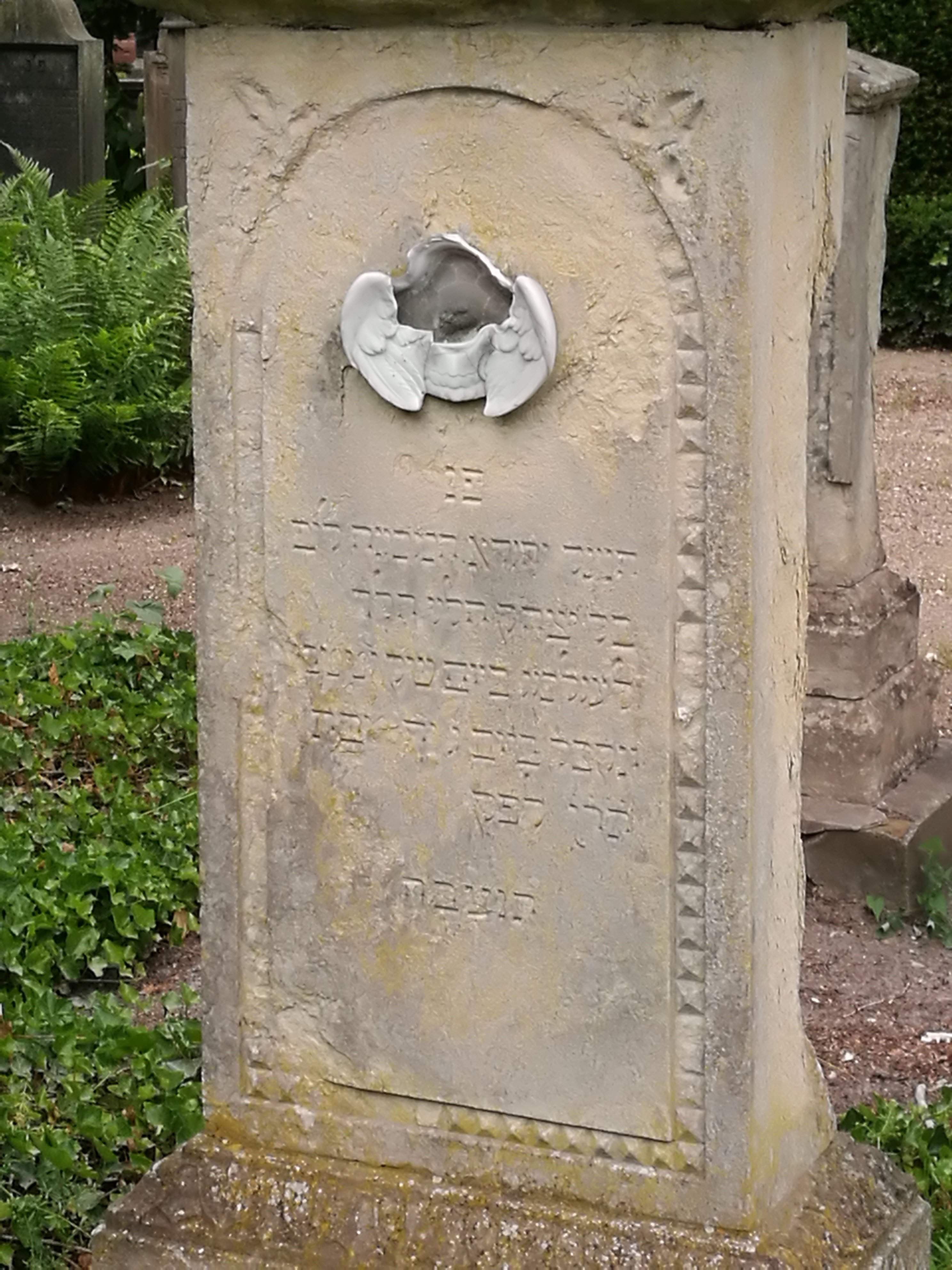
Verzierter Grabstein
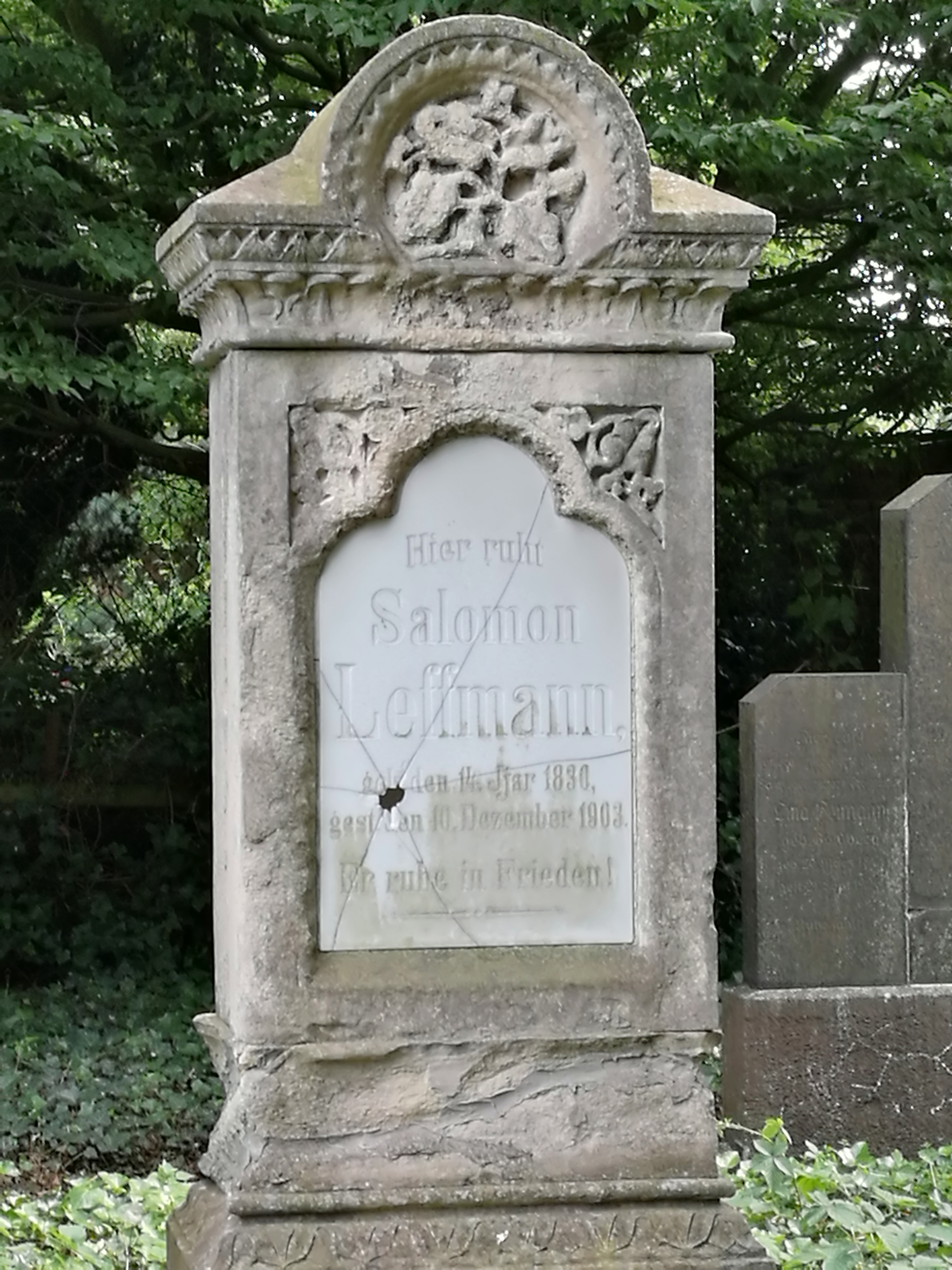
Ruhestätte Leffmann
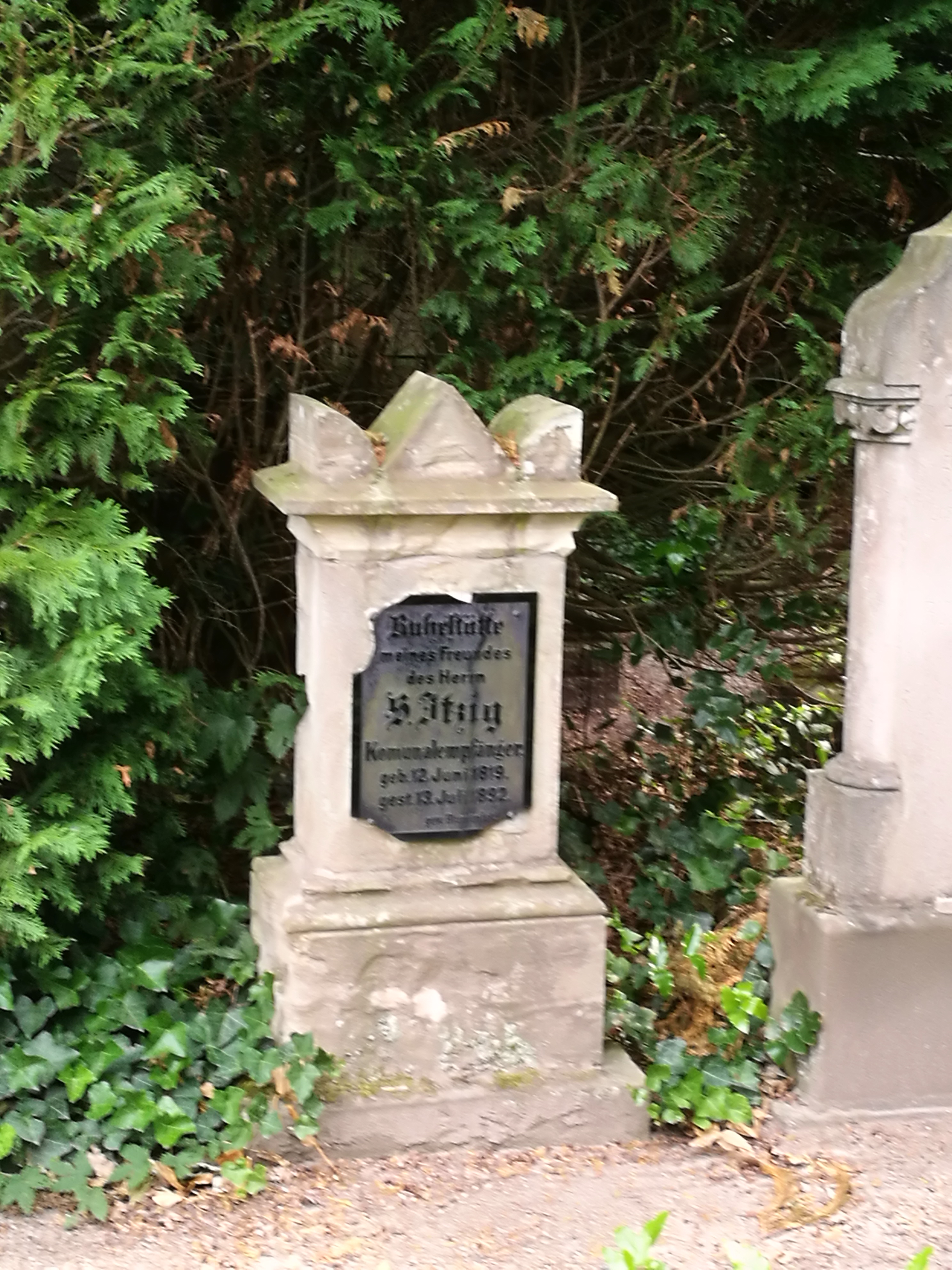
Ruhestätte Itzig
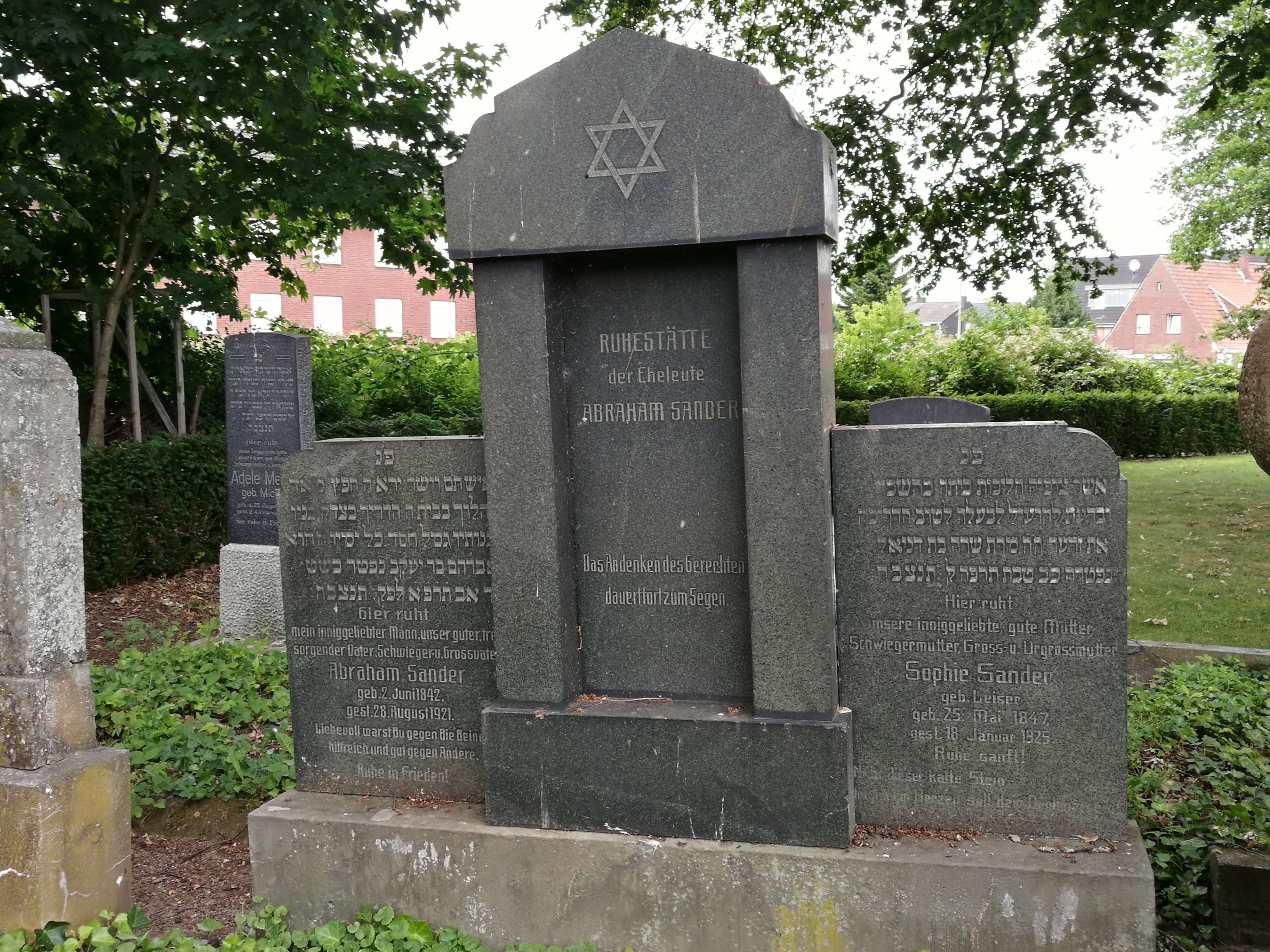
Ruhestätte Sander
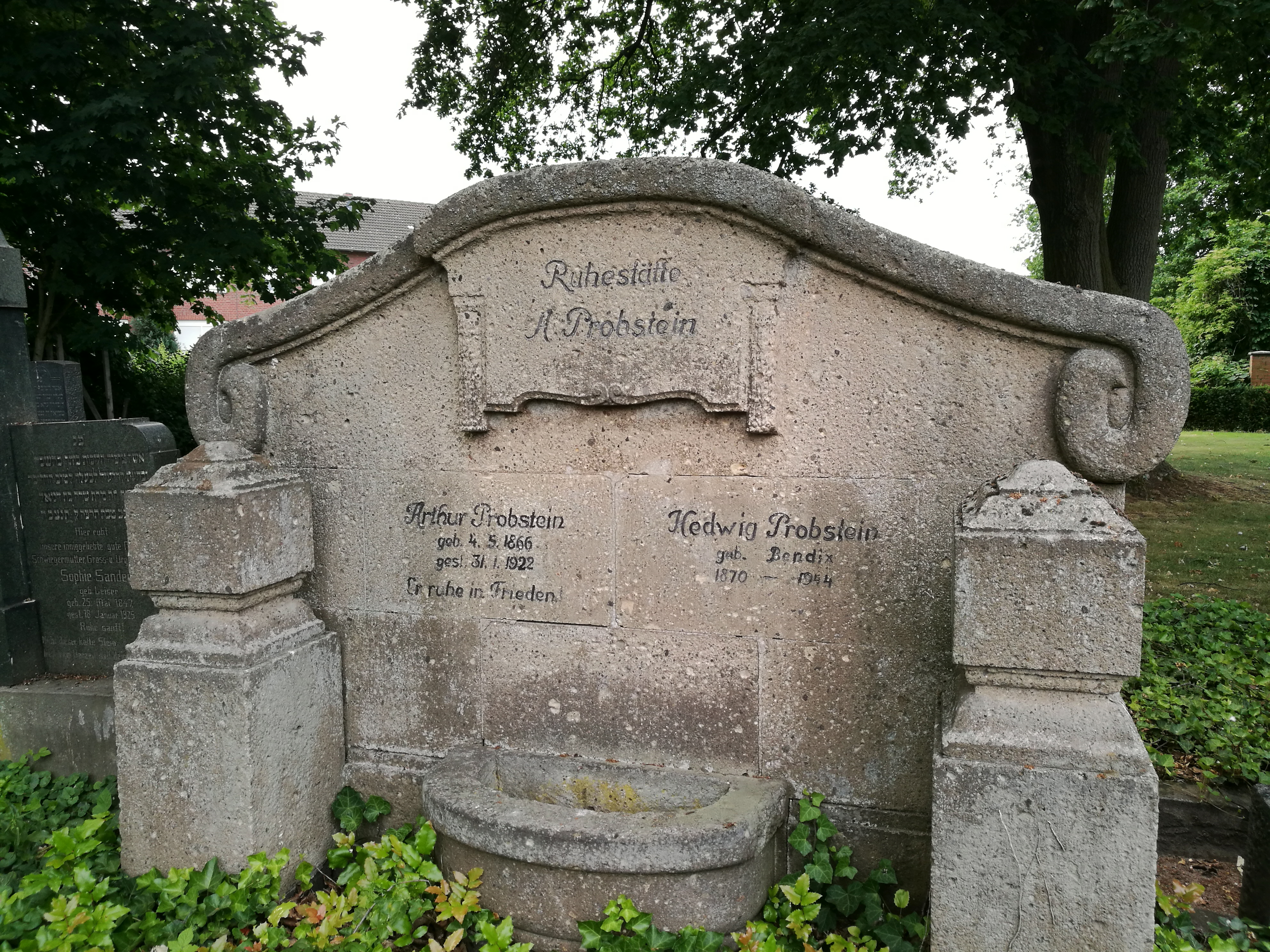
Ruhestätte Probstein
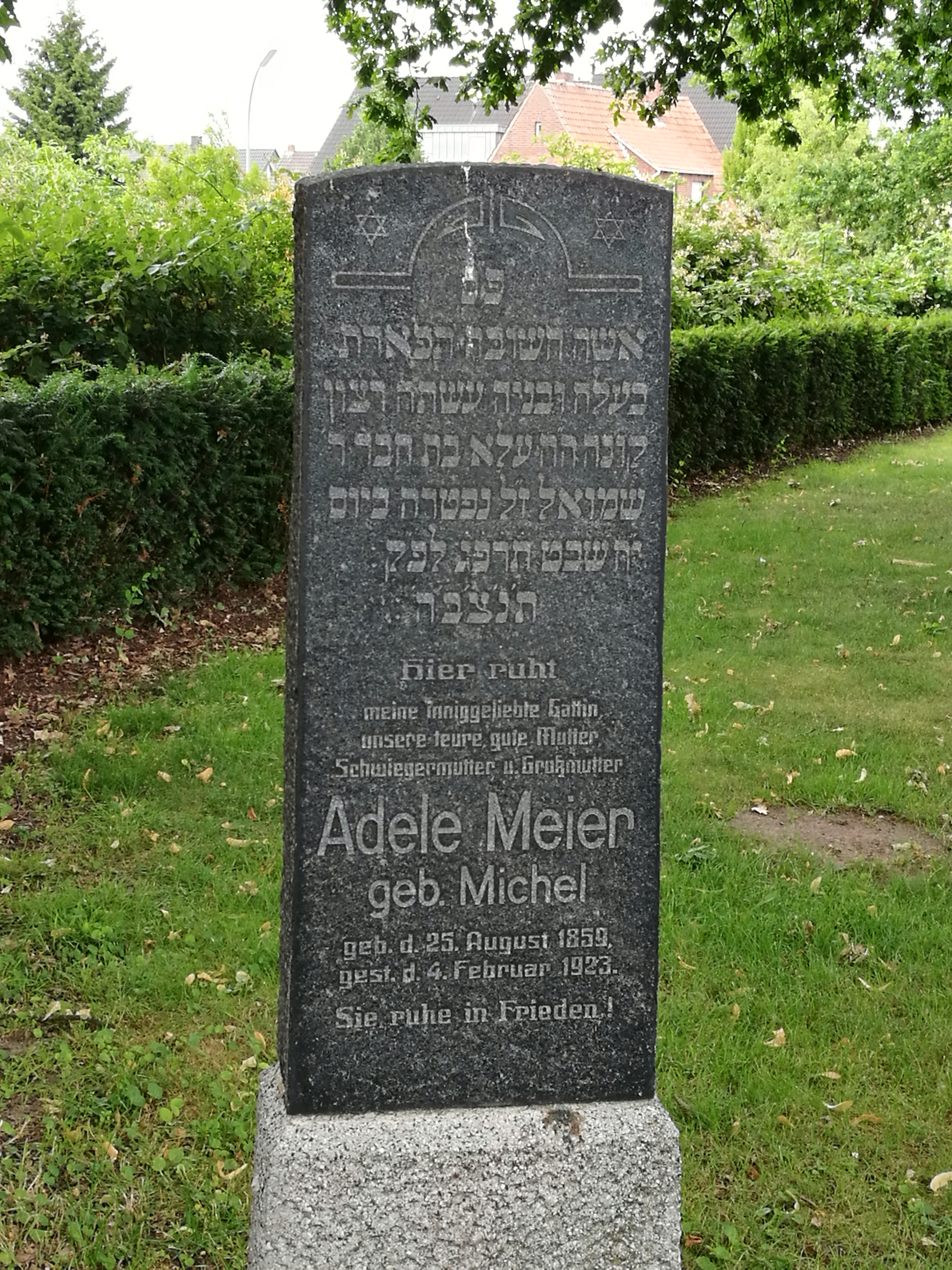
Ruhestätte Meier
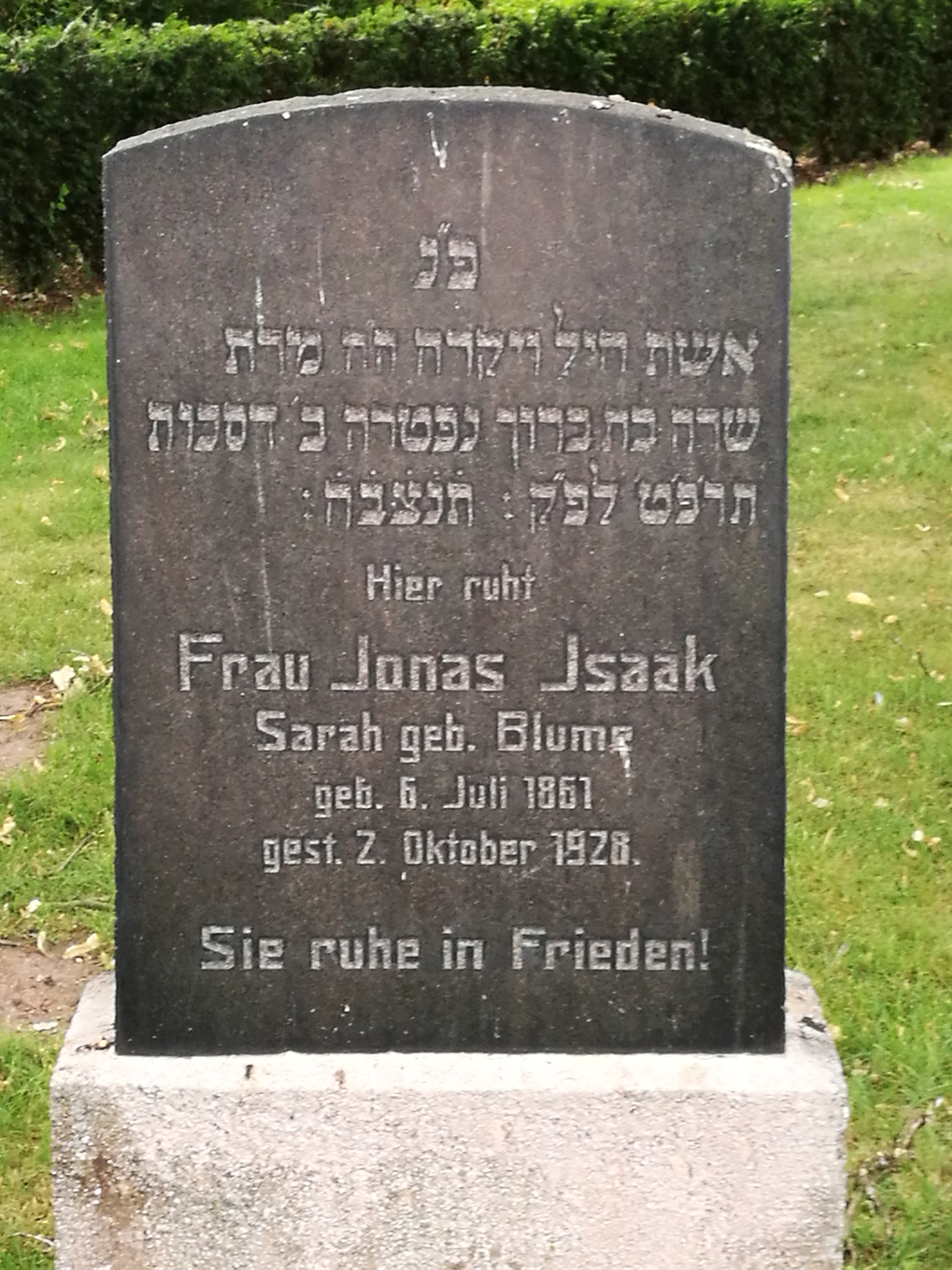
Ruhestätte Isaac
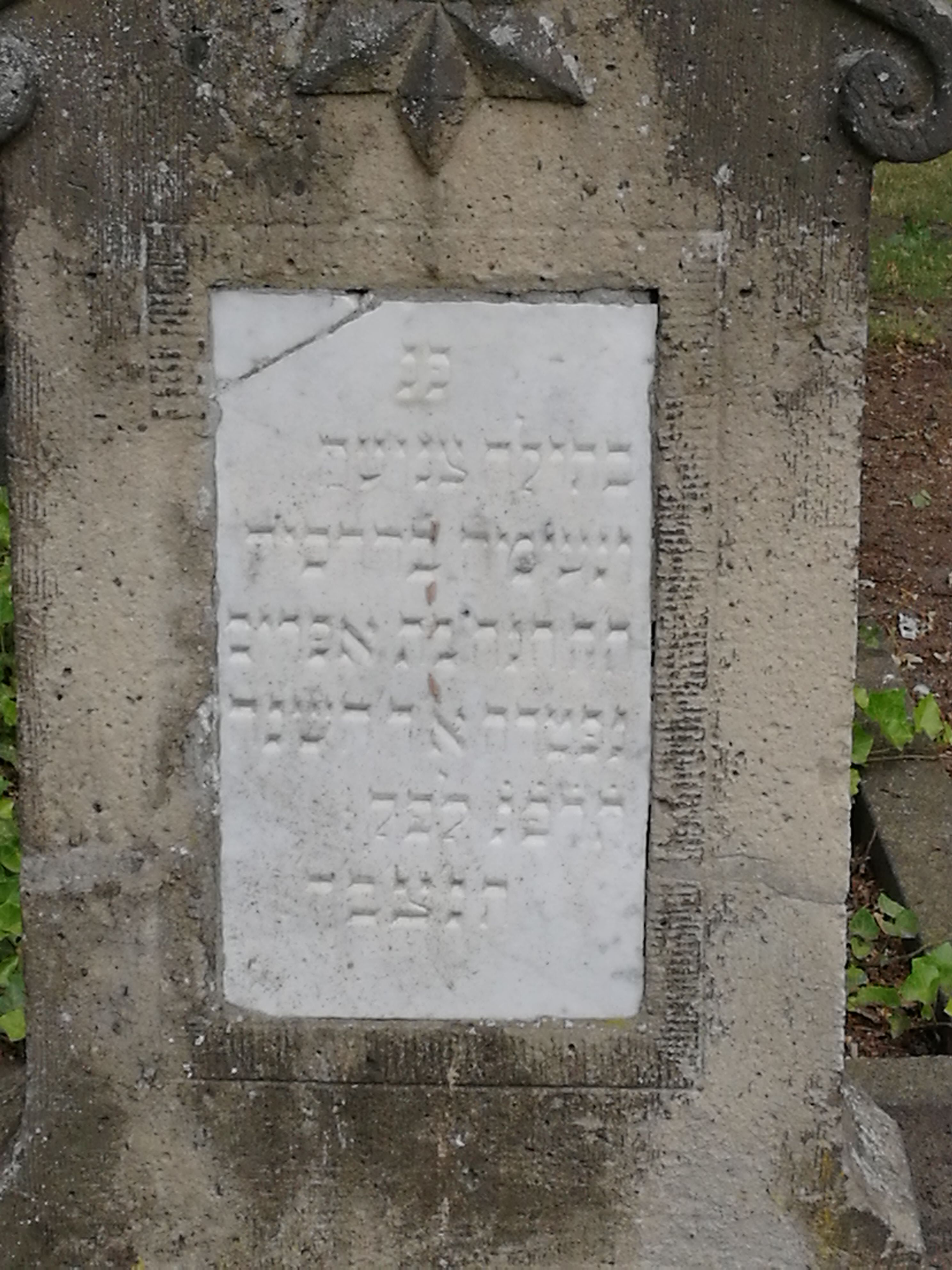
Hebräische Inschrift